# Метаборат лития
Метаборат лития — неорганическое соединение,
соль лития и метаборной кислоты с формулой LiBO2,
бесцветные кристаллы,
растворяется в воде,
образует кристаллогидраты.

## Физические свойства
Метаборат лития образует кристаллы
моноклинной сингонии,
пространственная группа P 21/c,
параметры ячейки a = 0,58473 нм, b = 0,43513 нм, c = 0,64557 нм, β = 115,08°, Z = 4.
Растворяется в воде.
Образует кристаллогидрат состава LiBO2•8H2O — кристаллы
тригональной сингонии,
пространственная группа P 3,
параметры ячейки a = 0,65483 нм, c = 0,61692 нм, Z = 1 .